# Himantolophus litoceras
Himantolophus litoceras — вид вудильникоподібних риб родини Himantolophidae. Це морський, батипелагічний вид. Зустрічається у Тасмановому морі біля берегів Нової Зеландії на глибині 650 м. Тіло сягає завдовжки 27,6 см.